# Urtica peruviana
Urtica peruviana är en nässelväxtart som beskrevs av D.V. Geltman. Urtica peruviana ingår i släktet nässlor, och familjen nässelväxter. Inga underarter finns listade i Catalogue of Life.